# Coupe du monde féminine de football 2011
Navigation
Chine 2007 Canada 2015
La Coupe du monde féminine de football 2011 est la sixième édition de la Coupe du monde féminine de football dont la phase finale se déroule du 26 juin au 17 juillet 2011 en Allemagne. Le continent européen accueille le tournoi pour le deuxième fois. Le pays organisateur a été choisi en octobre 2007 par la Fédération internationale de football association (FIFA).
Les sélections nationales de 126 pays participent à une phase de qualification en 2010 pour se disputer 15 des 16 places en phase finale et rejoindre l’équipe d'Allemagne, qualifiée d’office en tant que pays organisateur.
Le Japon remporte le titre mondial contre les États-Unis en finale et devient la première équipe asiatique à s'imposer dans la compétition.

## Préparation de l'événement

### Désignation du pays hôte

Logo de la candidature allemande

Six pays déclarent être intéressés pour l'organisation de la Coupe du monde féminine de football 2011 : l'Allemagne, l'Australie, le Canada, la France, le Pérou et la Suisse. La Fédération allemande de football fait part de ses intentions dès janvier 2006, avec le soutien de la chancelière allemande Angela Merkel. Les six nations annoncent officiellement leur candidature le 3 mai 2007 auprès de la FIFA.
Les dossiers de candidature doivent être remis le 1er août 2007. La Suisse abandonne le 29 mai 2007 à cause de la présence de deux candidats européens que sont la France et l'Allemagne. Le 27 août 2007, la France se désiste à son tour au profit de l'Allemagne, avec en échange un soutien allemand pour la candidature française à l'organisation du Championnat d'Europe de football 2016. Plus tard, l'Australie (le 12 octobre 2007) et le Pérou (le 17 octobre 2007) se désistent également, laissant seulement comme candidats le Canada et l'Allemagne. Le 30 octobre 2007, le comité exécutif de la FIFA à Zurich attribue l'organisation du tournoi à l'Allemagne.

### Comité d'organisation

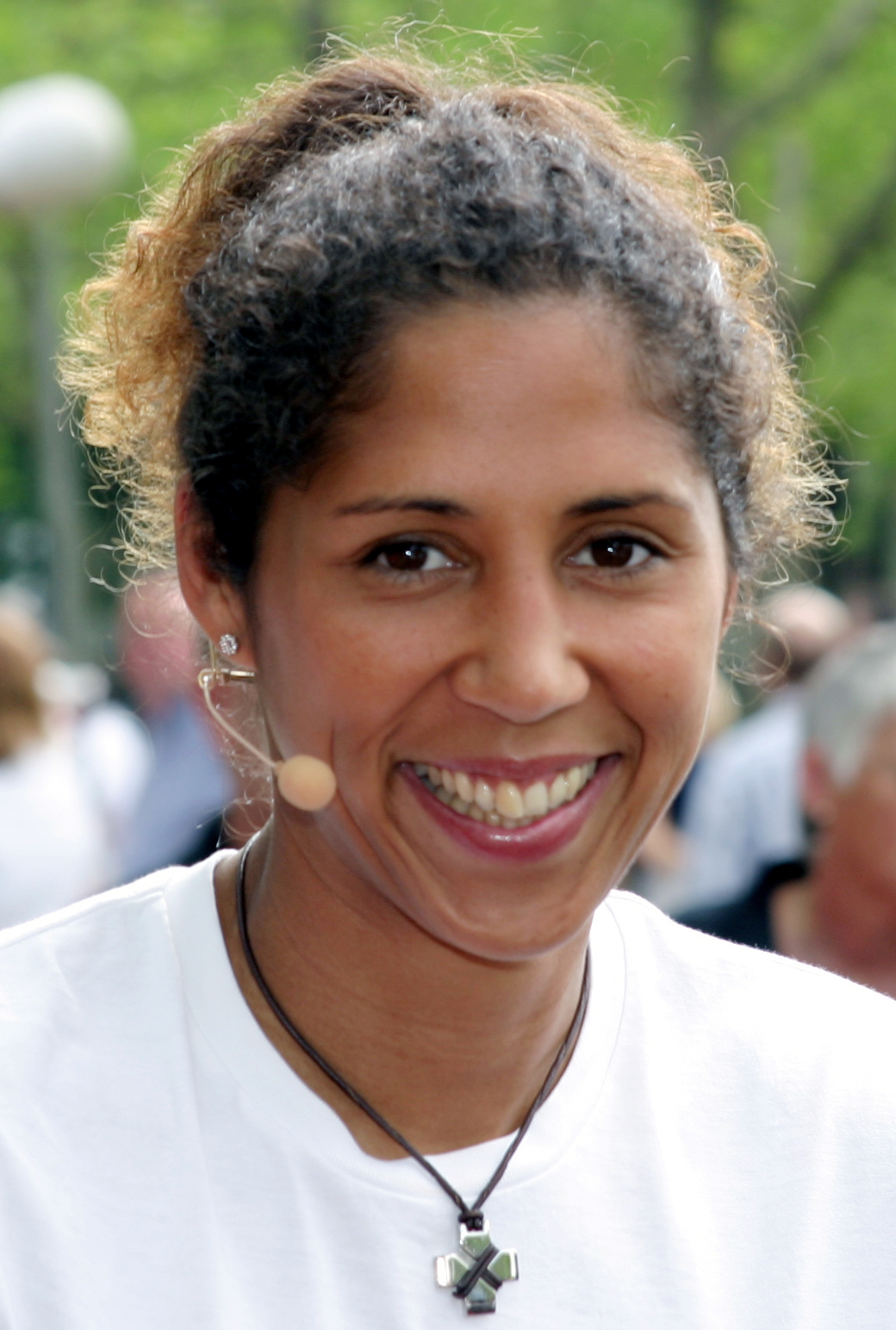
La présidente du comité d'organisation Steffi Jones

L'organisation du tournoi 2011 est confiée par la FIFA à la Fédération allemande de football (DFB). La présidente du comité d'organisation allemand est l'ancienne footballeuse internationale allemande Steffi Jones,.
Le 25 janvier 2009, Steffi Jones annonce la composition du comité d'organisation. Celui-ci comporte un coordinateur général, Uli Wolter, qui s'était occupé de l'organisation de la Coupe du monde de football 2006 dans la ville de Leipzig. Quatre départements sont créés : Heike Ulrich s'occupe de l'organisation, l'ancienne internationale allemande Doris Fitschen prend en charge le marketing, Winfried Naß est à la tête du département « Villes et stades » tandis que Jens Grittner s'occupe de la communication.
L'Américaine Mia Hamm exerce la fonction d'ambassadrice internationale de la coupe du monde. Sandra Minnert, Renate Lingor, Britta Carlson et Silke Rottenberg, anciennes internationales allemandes, ainsi que la championne paralympique de tir Manuela Schmermund sont les ambassadrices nationales de la compétition.

### Villes et stades retenus
Après l'annonce de la candidature allemande, 23 villes du pays manifestent leur souhait d'accueillir des matchs de la compétition. Parmi une première sélection de 12 sites, ce sont finalement neuf stades qui sont retenus :
| \| Berlin Francfort Augsburg Bochum Dresde Leverkusen Mönchengladbach Sinsheim Wolfsbourg \| Sites de la Coupe du monde 2011 |
| Berlin Francfort Augsburg Bochum Dresde Leverkusen Mönchengladbach Sinsheim Wolfsbourg                                       |

| Berlin Francfort Augsburg Bochum Dresde Leverkusen Mönchengladbach Sinsheim Wolfsbourg |

Le Stade olympique de Berlin, où s'est disputée la finale de la Coupe du monde masculine 2006, accueille le match d'ouverture. La Commerzbank-Arena à Francfort accueille la finale.

## Acteurs de la Coupe du monde

### Équipes qualifiées
Sepp Blatter, président de la FIFA, songe à une augmentation du nombre de nations participantes en phase finale pour répondre à la popularité croissante du football féminin et de la Coupe du monde féminine. Mais la victoire écrasante de l'Allemagne 11-0 contre l'Argentine lors du match d'ouverture de l'édition 2007 met en évidence le manque de densité au niveau du football féminin international. Le 14 mars 2008, le comité exécutif de la FIFA décide donc de conserver le tournoi final à 16 participants, pour ne pas niveler par le bas la compétition.
Les épreuves qualificatives pour la Coupe du monde féminine de football 2011 se déroulent d'avril 2009 à novembre 2010. En tant que pays hôte, l'Allemagne est qualifiée d'office, tandis que les autres équipes passent par les qualifications continentales. La plupart des confédérations utilisent leur propre championnat continental - la Coupe d'Asie de football féminin 2010, le Championnat d'Afrique de football féminin 2010, le Championnat d'Océanie de football féminin 2010, le Sudamericano Femenino 2010 et le Championnat féminin de la CONCACAF 2010 - pour déterminer les équipes qualifiées. L'exception vient de l'UEFA, qui organise une véritable phase éliminatoire. La dernière place qualificative est attribuée à l'issue d'un barrage intercontinental entre une nation de l'UEFA et de la CONCACAF.
| Europe (UEFA) 5 places dont une au pays hôte                                                    | Amérique du Sud (CONMEBOL) 2 places                         | Afrique (CAF) 2 places                                          |
| ----------------------------------------------------------------------------------------------- | ----------------------------------------------------------- | --------------------------------------------------------------- |
| - Allemagne PO, T : 6e phase finale - Angleterre : 3e - France : 2e - Norvège : 6e - Suède : 6e | - Brésil : 6e phase finale - Colombie : 1re                 | - Guinée équatoriale : 1re phase finale - Nigeria : 6e          |
| Océanie (OFC) 1 place                                                                           | Amérique du Nord, Centrale et Caraïbes (CONCACAF) 3 places  | Asie (AFC) 3 places                                             |
| - Nouvelle-Zélande : 3e phase finale                                                            | - Canada : 5e phase finale - États-Unis : 6e - Mexique : 2e | - Australie : 5e phase finale - Corée du Nord : 4e - Japon : 6e |
|                                                                                                 |                                                             |                                                                 |

### Arbitres
Ci-dessous, la liste des 16 arbitres retenues pour le Mondial, répartie sur les six principales confédérations de football.
| UEFA : | CONCACAF :                                             | CONMEBOL :                                      | CAF :            |
| --- | ------------------------------------------------------ | ----------------------------------------------- | ---------------- |
| - Dagmar Damková - Gyoengyi Gaal - Kirsi Heikkinen - Jenny Palmqvist - Christina Pedersen - Bibiana Steinhaus | - Quetzalli Alvarado - Carol Anne Chenard - Kari Seitz | - Estela Alvarez - Silvia Reyes                 | - Therese Neguel |
| - Dagmar Damková - Gyoengyi Gaal - Kirsi Heikkinen - Jenny Palmqvist - Christina Pedersen - Bibiana Steinhaus | - Quetzalli Alvarado - Carol Anne Chenard - Kari Seitz | AFC :                                           | OFC :            |
| - Dagmar Damková - Gyoengyi Gaal - Kirsi Heikkinen - Jenny Palmqvist - Christina Pedersen - Bibiana Steinhaus | - Quetzalli Alvarado - Carol Anne Chenard - Kari Seitz | - Cha Sung Mi - Etsuko Fukano - Jacqui Melksham | - Finau Vulivuli |

### Joueuses
La sélection définitive de chaque équipe (21 joueuses) disputant le Mondial en Allemagne est présentée à la FIFA au plus tard le 16 juin 2011. Le remplacement de joueuses sérieusement blessées est autorisé jusqu'à la veille du premier match de la sélection.

## Phase finale
Tirage au sort
La veille du tirage, la FIFA publie la liste des chapeaux définis pour le tirage au sort, ainsi que les règles de désignation.
Un groupe est formé d'une équipe de chaque chapeau. Les têtes de séries sont dans le premier chapeau. Les autres chapeaux sont composés selon des critères géographiques pour répartir au mieux les nations des différents continents, seul le groupe A comprenant deux équipes européennes.
L'Allemagne, pays organisateur, et les équipes les mieux classées du dernier classement FIFA (novembre 2010) des confédérations de l'AFC, de la CONCACAF et de la CONMEBOL.
| Chapeau 1                         | Chapeau 2                              | Chapeau 3                                            | Chapeau 4                       |
| --------------------------------- | -------------------------------------- | ---------------------------------------------------- | ------------------------------- |
| Allemagne Japon États-Unis Brésil | Australie Corée du Nord Canada Mexique | Nigeria Guinée équatoriale Nouvelle-Zélande Colombie | Angleterre France Norvège Suède |

Le tirage au sort a lieu le lundi 29 novembre 2010 à 19h30 (CET) au Centre des congrès de Francfort.
| Groupe A  | Groupe B         | Groupe C      | Groupe D           |
| --------- | ---------------- | ------------- | ------------------ |
| Allemagne | Japon            | États-Unis    | Brésil             |
| Canada    | Nouvelle-Zélande | Corée du Nord | Australie          |
| Nigeria   | Mexique          | Colombie      | Norvège            |
| France    | Angleterre       | Suède         | Guinée équatoriale |

### Premier tour

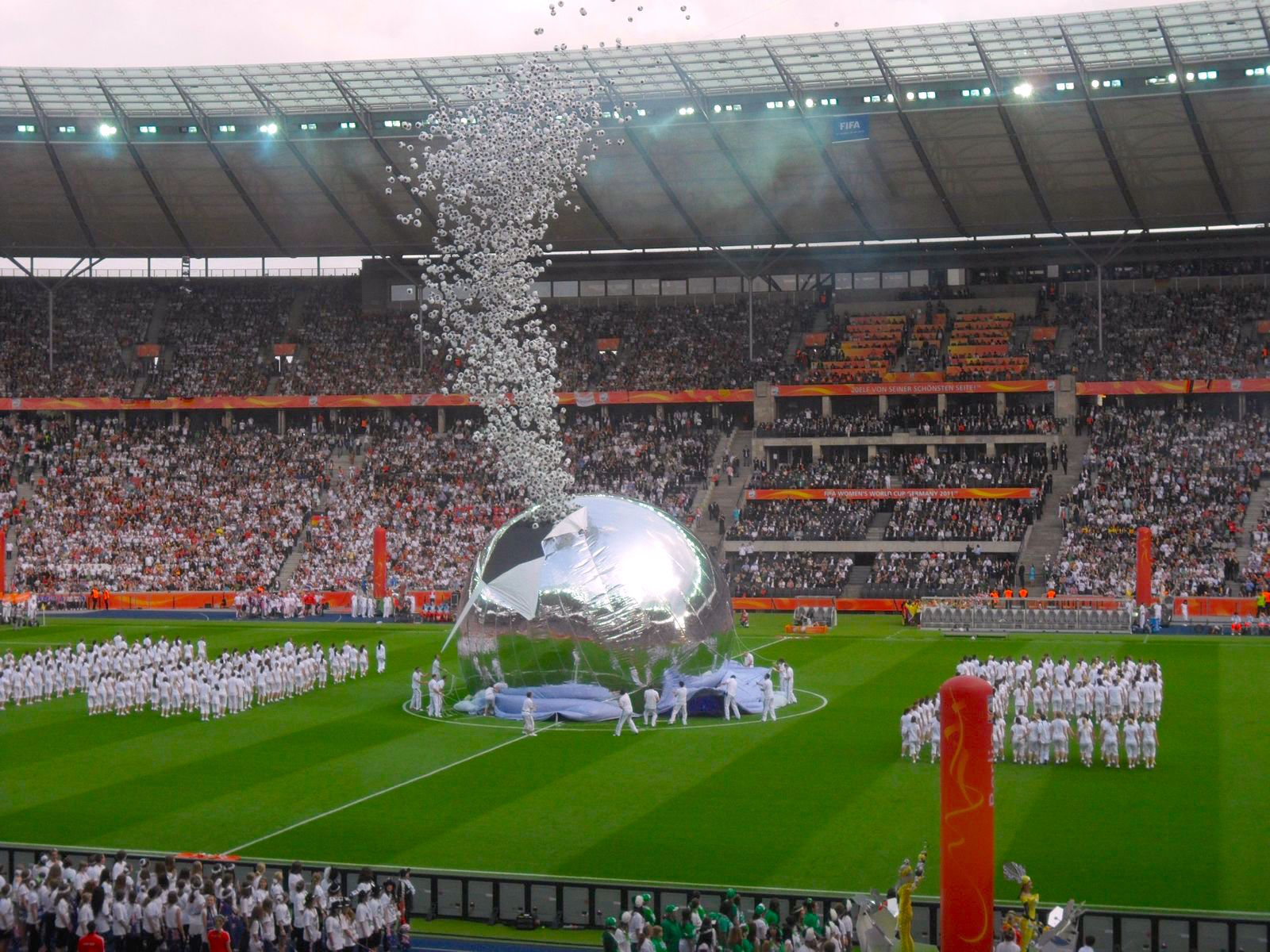
Cérémonie d'ouverture au stade olympique de Berlin avant Allemagne-Canada.

Les seize équipes sont réparties en quatre groupes de quatre. Chacune affronte les trois autres de son groupe. À l'issue des trois journées, les deux premières de chaque groupe sont qualifiées pour les quarts de finale.

#### Groupe A

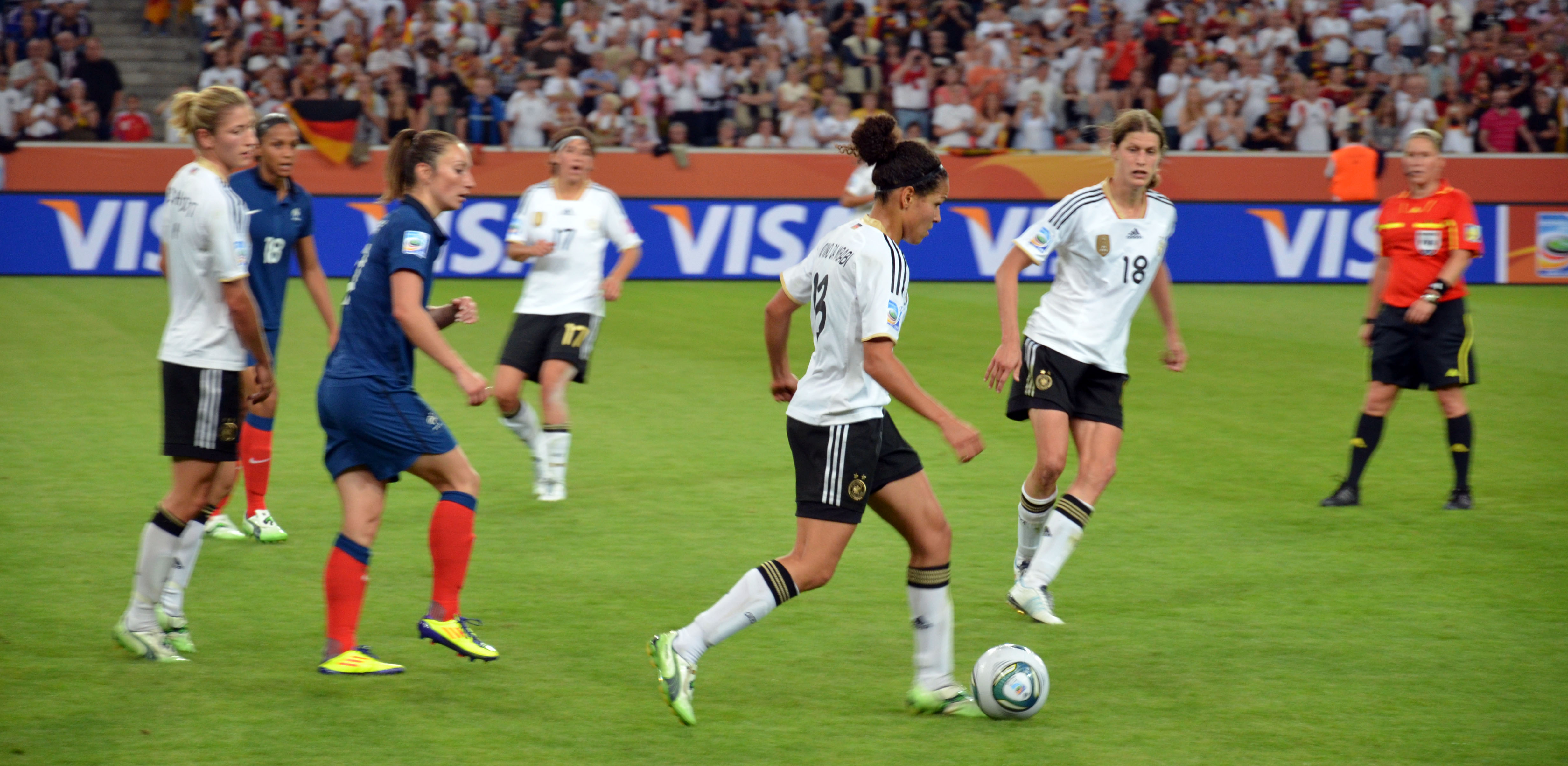
Match France-Allemagne du 5 juillet 2011

| Rang | Équipe    | Pts | J | G | N | P | Bp | Bc | Diff |
| ---- | --------- | --- | - | - | - | - | -- | -- | ---- |
| 1    | Allemagne | 9   | 3 | 3 | 0 | 0 | 7  | 3  | +4   |
| 2    | France    | 6   | 3 | 2 | 0 | 1 | 7  | 4  | +3   |
| 3    | Nigeria   | 3   | 3 | 1 | 0 | 2 | 1  | 2  | -1   |
| 4    | Canada    | 0   | 3 | 0 | 0 | 3 | 1  | 7  | -6   |

| Match | Date           | Lieu            | Équipe 1  | Résultat | Équipe 2  |
| ----- | -------------- | --------------- | --------- | -------- | --------- |
| 1     | 26 juin 2011   | Berlin          | Allemagne | 2 – 1    | Canada    |
| 2     | 26 juin 2011   | Sinsheim        | Nigeria   | 0 – 1    | France    |
| 9     | 30 juin 2011   | Francfort       | Allemagne | 1 – 0    | Nigeria   |
| 10    | 30 juin 2011   | Bochum          | Canada    | 0 – 4    | France    |
| 17    | 5 juillet 2011 | Mönchengladbach | France    | 2 – 4    | Allemagne |
| 18    | 5 juillet 2011 | Dresde          | Canada    | 0 – 1    | Nigeria   |

#### Groupe B

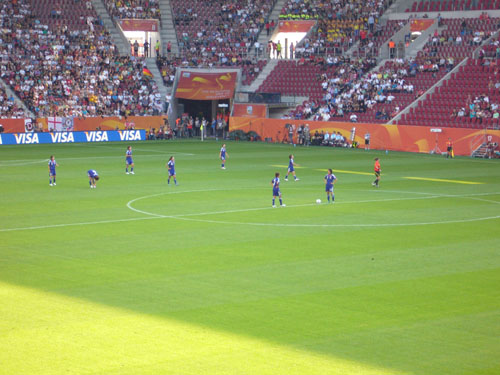
L'équipe du Japon lors du mach face à l’Angleterre.

| Rang | Équipe           | Pts | J | G | N | P | Bp | Bc | Diff |
| ---- | ---------------- | --- | - | - | - | - | -- | -- | ---- |
| 1    | Angleterre       | 7   | 3 | 2 | 1 | 0 | 5  | 2  | +3   |
| 2    | Japon            | 6   | 3 | 2 | 0 | 1 | 6  | 3  | +3   |
| 3    | Mexique          | 2   | 3 | 0 | 2 | 1 | 3  | 7  | -4   |
| 4    | Nouvelle-Zélande | 1   | 3 | 0 | 1 | 2 | 4  | 6  | -2   |

| Match | Date             | Lieu       | Équipe 1         | Résultat | Équipe 2         |
| ----- | ---------------- | ---------- | ---------------- | -------- | ---------------- |
| 3     | 27 juin 2011     | Bochum     | Japon            | 2 – 1    | Nouvelle-Zélande |
| 4     | 27 juin 2011     | Wolfsbourg | Mexique          | 1 – 1    | Angleterre       |
| 11    | 1er juillet 2011 | Leverkusen | Japon            | 4 – 0    | Mexique          |
| 12    | 1er juillet 2011 | Dresde     | Nouvelle-Zélande | 1 – 2    | Angleterre       |
| 19    | 5 juillet 2011   | Augsbourg  | Angleterre       | 2 – 0    | Japon            |
| 20    | 5 juillet 2011   | Sinsheim   | Nouvelle-Zélande | 2 – 2    | Mexique          |

#### Groupe C

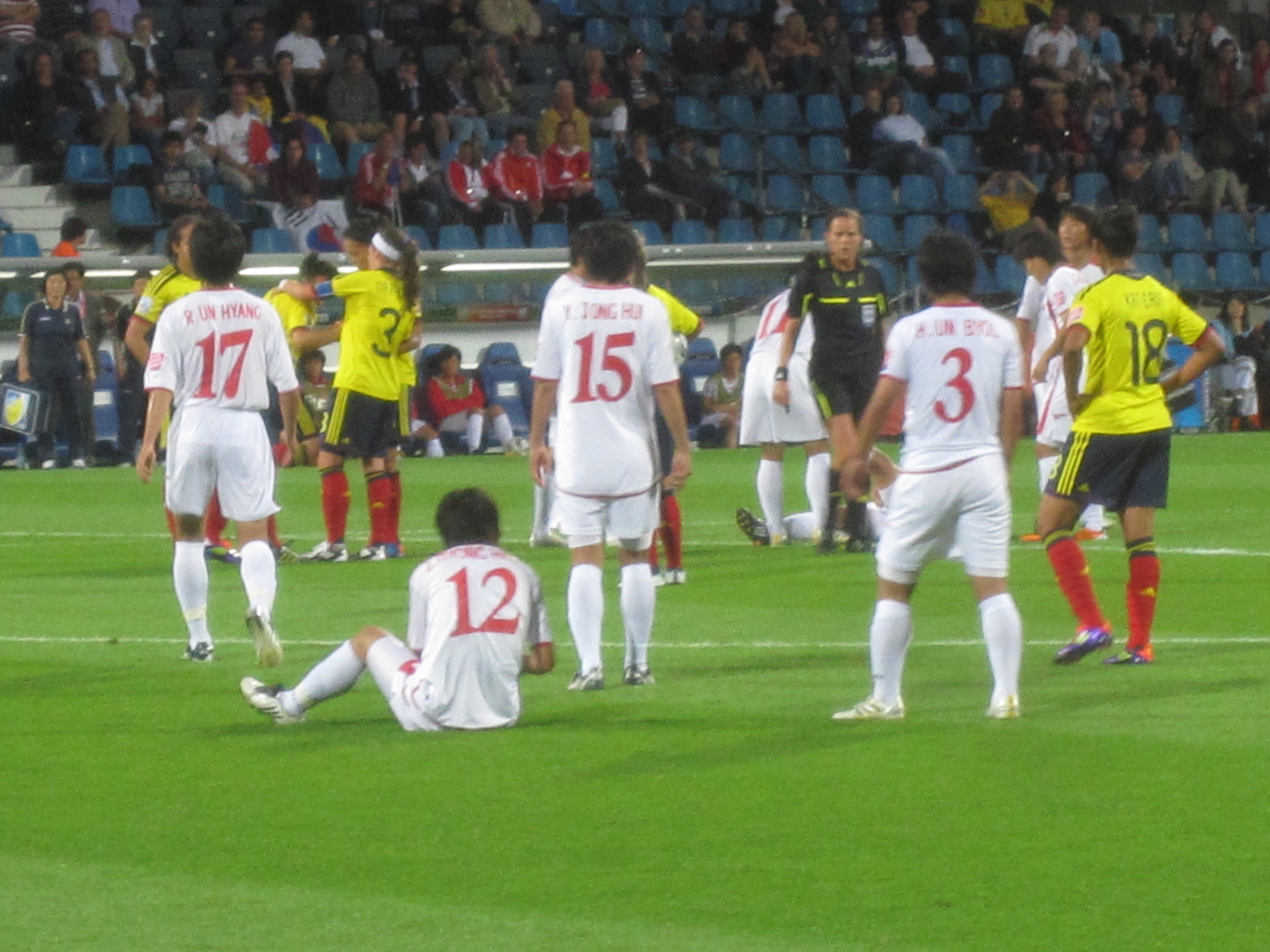
Match Corée du Nord-Colombie du 6 juillet 2011

| Rang | Équipe        | Pts | J | G | N | P | Bp | Bc | Diff |
| ---- | ------------- | --- | - | - | - | - | -- | -- | ---- |
| 1    | Suède         | 9   | 3 | 3 | 0 | 0 | 4  | 1  | +3   |
| 2    | États-Unis    | 6   | 3 | 2 | 0 | 1 | 6  | 2  | +4   |
| 3    | Corée du Nord | 1   | 3 | 0 | 1 | 2 | 0  | 3  | -3   |
| 4    | Colombie      | 1   | 3 | 0 | 1 | 2 | 0  | 4  | -4   |

| Match | Date           | Lieu       | Équipe 1      | Résultat | Équipe 2      |
| ----- | -------------- | ---------- | ------------- | -------- | ------------- |
| 5     | 28 juin 2011   | Dresde     | États-Unis    | 2 – 0    | Corée du Nord |
| 6     | 28 juin 2011   | Leverkusen | Colombie      | 0 – 1    | Suède         |
| 13    | 2 juillet 2011 | Sinsheim   | États-Unis    | 3 – 0    | Colombie      |
| 14    | 2 juillet 2011 | Augsbourg  | Corée du Nord | 0 – 1    | Suède         |
| 21    | 6 juillet 2011 | Wolfsbourg | Suède         | 2 – 1    | États-Unis    |
| 22    | 6 juillet 2011 | Bochum     | Corée du Nord | 0 – 0    | Colombie      |

#### Groupe D

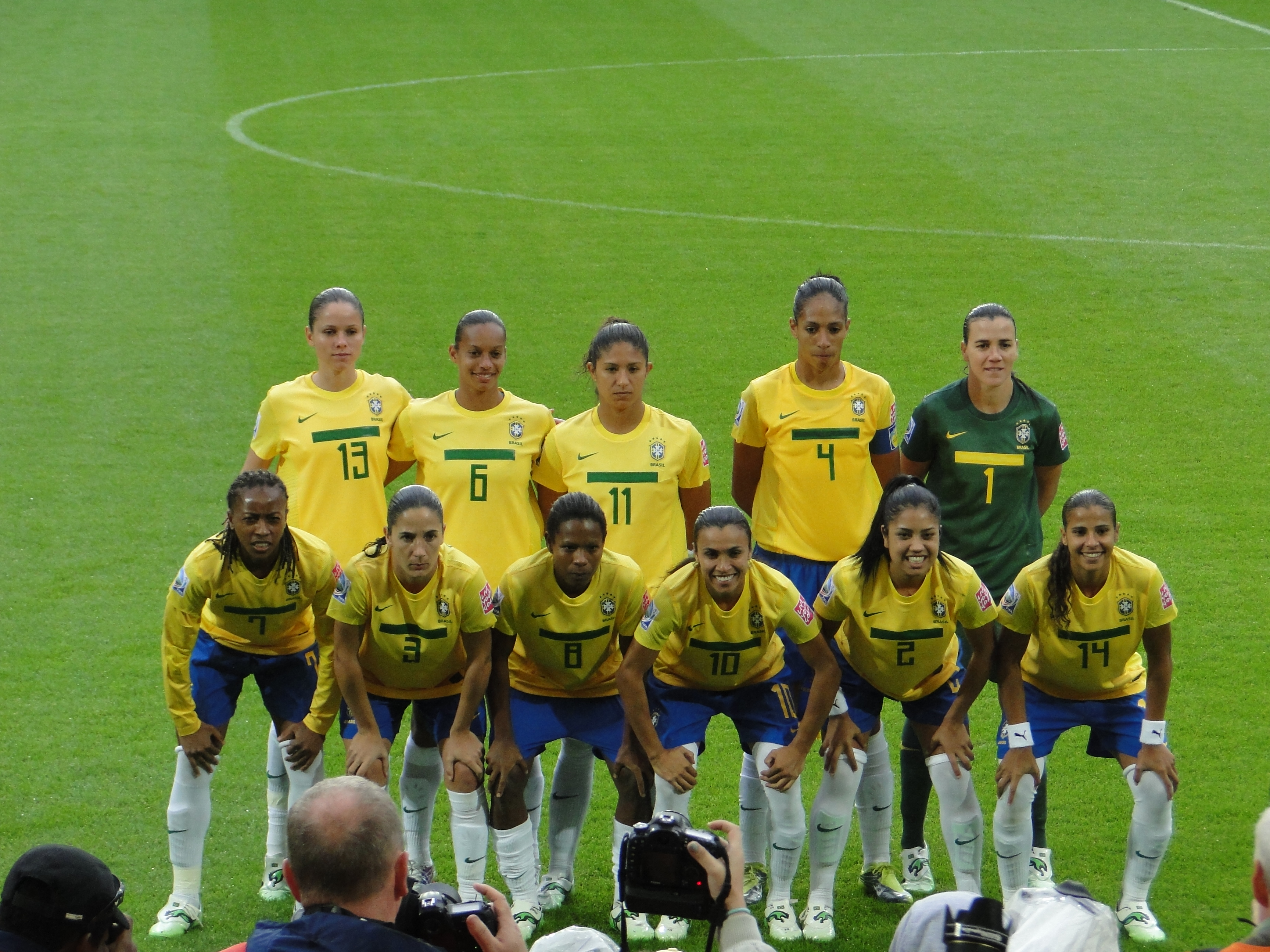
Le onze de départ brésilien avant le match Brésil-Norvège du 3 juillet 2011

| Rang | Équipe             | Pts | J | G | N | P | Bp | Bc | Diff |
| ---- | ------------------ | --- | - | - | - | - | -- | -- | ---- |
| 1    | Brésil             | 9   | 3 | 3 | 0 | 0 | 7  | 0  | +7   |
| 2    | Australie          | 6   | 3 | 2 | 0 | 1 | 5  | 4  | +1   |
| 3    | Norvège            | 3   | 3 | 1 | 0 | 2 | 2  | 5  | -3   |
| 4    | Guinée équatoriale | 0   | 3 | 0 | 0 | 3 | 2  | 7  | -5   |

| Match | Date           | Lieu            | Équipe 1           | Résultat | Équipe 2           |
| ----- | -------------- | --------------- | ------------------ | -------- | ------------------ |
| 7     | 29 juin 2011   | Mönchengladbach | Brésil             | 1 – 0    | Australie          |
| 8     | 29 juin 2011   | Augsbourg       | Norvège            | 1 – 0    | Guinée équatoriale |
| 15    | 3 juillet 2011 | Wolfsbourg      | Brésil             | 3 – 0    | Norvège            |
| 16    | 3 juillet 2011 | Bochum          | Australie          | 3 – 2    | Guinée équatoriale |
| 23    | 6 juillet 2011 | Francfort       | Guinée équatoriale | 0 – 3    | Brésil             |
| 24    | 6 juillet 2011 | Leverkusen      | Australie          | 2 – 1    | Norvège            |

### Tableau final
|  | Quarts de finale      | Quarts de finale            |                      |                      | Demi-finales           | Demi-finales           |   |  | Finale                | Finale                |
|  | Quarts de finale      | Quarts de finale            |                      |                      | Demi-finales           | Demi-finales           |   |  | Finale                | Finale                |
|  |                       |                             |                      |                      |                        |                        |   |  |                       |                       |
|  | 9 juillet, Wolfsbourg | 9 juillet, Wolfsbourg       |                      |                      | 13 juillet, Francfort  | 13 juillet, Francfort  |   |  | 17 juillet, Francfort | 17 juillet, Francfort |
|  | 9 juillet, Wolfsbourg | 9 juillet, Wolfsbourg       |                      |                      | 13 juillet, Francfort  | 13 juillet, Francfort  |   |  | 17 juillet, Francfort | 17 juillet, Francfort |
|  | Allemagne             | 0                           |                      |                      | 13 juillet, Francfort  | 13 juillet, Francfort  |   |  | 17 juillet, Francfort | 17 juillet, Francfort |
|  | Allemagne             | 0                           |                      |                      | 13 juillet, Francfort  | 13 juillet, Francfort  |   |  | 17 juillet, Francfort | 17 juillet, Francfort |
|  | Japon                 | 1 ap                        |                      |                      | 13 juillet, Francfort  | 13 juillet, Francfort  |   |  | 17 juillet, Francfort | 17 juillet, Francfort |
|  | Japon                 | 1 ap                        | Japon                | 3                    |                        |                        |   |  | 17 juillet, Francfort | 17 juillet, Francfort |
|  | 10 juillet, Augsbourg |                             | Japon                | 3                    |                        |                        |   |  | 17 juillet, Francfort | 17 juillet, Francfort |
|  |                       | Suède                       | 1                    |                      |                        |                        |   |  | 17 juillet, Francfort | 17 juillet, Francfort |
|  | Suède                 | Suède                       | 1                    | 3                    |                        |                        |   |  | 17 juillet, Francfort | 17 juillet, Francfort |
|  | Suède                 |                             |                      | 3                    |                        |                        |   |  | 17 juillet, Francfort | 17 juillet, Francfort |
|  | Australie             | 1                           |                      |                      |                        |                        |   |  | 17 juillet, Francfort | 17 juillet, Francfort |
|  | Australie             | 1                           | Japon                | 2ap (3)              |                        |                        |   |  |                       |                       |
|  | 9 juillet, Leverkusen |                             | Japon                | 2ap (3)              |                        |                        |   |  |                       |                       |
|  |                       | États-Unis                  | 2 tab(1)             |                      |                        |                        |   |  |                       |                       |
|  | Angleterre            | États-Unis                  | 2 tab(1)             | 1ap (3)              |                        |                        |   |  |                       |                       |
|  | Angleterre            | 13 juillet, Mönchengladbach |                      | 1ap (3)              |                        |                        |   |  |                       |                       |
|  | France                | 1 tab(4)                    |                      |                      |                        |                        |   |  |                       |                       |
|  | France                | 1 tab(4)                    | France               | 1                    |                        |                        |   |  |                       |                       |
|  | 10 juillet, Dresde    | 10 juillet, Dresde          | France               | 1                    | Match pour la 3e place | Match pour la 3e place |   |  |                       |                       |
|  | 10 juillet, Dresde    | 10 juillet, Dresde          |                      | États-Unis           | Match pour la 3e place | Match pour la 3e place | 3 |  |                       |                       |
|  | Brésil                | 2ap (3)                     | 16 juillet, Sinsheim | 16 juillet, Sinsheim |                        |                        | 3 |  |                       |                       |
|  | Brésil                | 2ap (3)                     | 16 juillet, Sinsheim | 16 juillet, Sinsheim |                        |                        |   |  |                       |                       |
|  | États-Unis            | 2 tab(5)                    |                      | Suède                | 2                      |                        |   |  |                       |                       |
|  | États-Unis            | 2 tab(5)                    |                      | Suède                | 2                      |                        |   |  |                       |                       |
|  |                       |                             |                      |                      |                        |                        |   |  | France                | 1                     |
|  |                       |                             |                      |                      |                        |                        |   |  | France                | 1                     |

#### Quarts de finale
| Match 25             | Allemagne | 0 – 1 a. p. | Japon         | Volkswagen-Arena, Wolfsbourg                        |                                                     |
| 9 juillet 2011 20:45 |           | (0 – 0)     | Maruyama 108e | Spectateurs : 26 067 Arbitrage : Quetzalli Alvarado | Spectateurs : 26 067 Arbitrage : Quetzalli Alvarado |
| 9 juillet 2011 20:45 | Rapport   |             |               | Spectateurs : 26 067 Arbitrage : Quetzalli Alvarado | Spectateurs : 26 067 Arbitrage : Quetzalli Alvarado |

| Match 26             | Angleterre                                 | 1 – 1 a. p.       | France                                             | BayArena, Leverkusen                             |                                                  |
| 9 juillet 2011 18:00 | Scott 59e                                  | (0 – 0)           | 88e Bussaglia                                      | Spectateurs : 26 395 Arbitrage : Jenny Palmqvist | Spectateurs : 26 395 Arbitrage : Jenny Palmqvist |
| 9 juillet 2011 18:00 | Rapport                                    |                   |                                                    | Spectateurs : 26 395 Arbitrage : Jenny Palmqvist | Spectateurs : 26 395 Arbitrage : Jenny Palmqvist |
| 9 juillet 2011 18:00 | Smith · Carney · Stoney · Rafferty · White | Tirs au but 3 – 4 | Abily · Bussaglia · Thiney · Bompastor · Le Sommer | Spectateurs : 26 395 Arbitrage : Jenny Palmqvist | Spectateurs : 26 395 Arbitrage : Jenny Palmqvist |

| Match 27              | Suède                                     | 3 – 1   | Australie | Impuls Arena, Augsbourg                       |                                               |
| 10 juillet 2011 13:00 | Sjögran 11e · Dahlkvist 16e · Schelin 52e | (2 – 1) | 40e Perry | Spectateurs : 24 605 Arbitrage : Silvia Reyes | Spectateurs : 24 605 Arbitrage : Silvia Reyes |
| 10 juillet 2011 13:00 | Rapport                                   |         |           | Spectateurs : 24 605 Arbitrage : Silvia Reyes | Spectateurs : 24 605 Arbitrage : Silvia Reyes |

| Match 28              | Brésil                                  | 2 – 2 a. p.       | États-Unis                                   | Rudolf-Harbig-Stadion, Dresde                    |                                                  |
| 10 juillet 2011 17:30 | Marta 68e (pen.) 92e                    | (0 – 1)           | 2e (csc) Daiane · 65e Buehler · 120e Wambach | Spectateurs : 25 598 Arbitrage : Jacqui Melksham | Spectateurs : 25 598 Arbitrage : Jacqui Melksham |
| 10 juillet 2011 17:30 | Rapport                                 |                   |                                              | Spectateurs : 25 598 Arbitrage : Jacqui Melksham | Spectateurs : 25 598 Arbitrage : Jacqui Melksham |
| 10 juillet 2011 17:30 | Cristiane · Marta · Daiane · Francielle | Tirs au but 3 – 5 | Boxx · Lloyd · Wambach · Rapinoe · Krieger   | Spectateurs : 25 598 Arbitrage : Jacqui Melksham | Spectateurs : 25 598 Arbitrage : Jacqui Melksham |

#### Demi-finales
| Match 29              | Japon                       | 3 – 1   | Suède      | Commerzbank-Arena, Francfort                        |                                                     |
| 13 juillet 2011 20:45 | Kawasumi 19e 64e · Sawa 60e | (1 – 1) | 10e Öqvist | Spectateurs : 45 434 Arbitrage : Carol Anne Chenard | Spectateurs : 45 434 Arbitrage : Carol Anne Chenard |
| 13 juillet 2011 20:45 | Rapport                     |         |            | Spectateurs : 45 434 Arbitrage : Carol Anne Chenard | Spectateurs : 45 434 Arbitrage : Carol Anne Chenard |

| Match 30              | France        | 1 – 3   | États-Unis                           | Borussia-Park, Mönchengladbach                   |                                                  |
| 13 juillet 2011 18:00 | Bompastor 55e | (0 – 1) | 9e Cheney · 79e Wambach · 82e Morgan | Spectateurs : 25 676 Arbitrage : Kirsi Heikkinen | Spectateurs : 25 676 Arbitrage : Kirsi Heikkinen |
| 13 juillet 2011 18:00 | Rapport       |         |                                      | Spectateurs : 25 676 Arbitrage : Kirsi Heikkinen | Spectateurs : 25 676 Arbitrage : Kirsi Heikkinen |

#### Match pour la troisième place
| Match 31              | Suède                         | 2 – 1   | France     | Rhein-Neckar-Arena, Sinsheim                |                                             |
| 16 juillet 2011 17:30 | Schelin 29e · Hammarström 82e | (1 – 0) | 56e Thomis | Spectateurs : 25 475 Arbitrage : Kari Seitz | Spectateurs : 25 475 Arbitrage : Kari Seitz |
| 16 juillet 2011 17:30 | Öqvist 68e                    | Rapport |            | Spectateurs : 25 475 Arbitrage : Kari Seitz | Spectateurs : 25 475 Arbitrage : Kari Seitz |

#### Finale
| Match 32              | Japon                                   | 2 – 2 t. a. b.    | États-Unis                     | Commerzbank-Arena, Francfort                       |                                                    |
| 17 juillet 2011 20:45 | Miyama 81e · Sawa 117e                  | (0 – 0, 1 – 1)    | 69e Morgan · 104e Wambach      | Spectateurs : 48 817 Arbitrage : Bibiana Steinhaus | Spectateurs : 48 817 Arbitrage : Bibiana Steinhaus |
| 17 juillet 2011 20:45 | Rapport                                 |                   |                                | Spectateurs : 48 817 Arbitrage : Bibiana Steinhaus | Spectateurs : 48 817 Arbitrage : Bibiana Steinhaus |
| 17 juillet 2011 20:45 | Miyama · Nagasato · Sakaguchi · Kumagai | Tirs au but 3 – 1 | Boxx · Lloyd · Heath · Wambach | Spectateurs : 48 817 Arbitrage : Bibiana Steinhaus | Spectateurs : 48 817 Arbitrage : Bibiana Steinhaus |

| Japon | États-Unis |

| Japon :        |    |                  |        |      |
|                |    |                  |        |      |
| G              | 21 | Ayumi Kaihori    |        |      |
| D              | 2  | Yukari Kinga     |        |      |
| D              | 3  | Azusa Iwashimizu | 120+1e |      |
| D              | 4  | Saki Kumagai     |        |      |
| D              | 15 | Aya Sameshima    |        |      |
| M              | 6  | Mizuho Sakaguchi |        |      |
| M              | 10 | Homare Sawa      |        |      |
| M              | 11 | Shinobu Ohno     |        | 66e  |
| M              | 8  | Aya Miyama       | 97e    |      |
| A              | 7  | Kozue Ando       |        | 66e  |
| A              | 9  | Nahomi Kawasumi  |        |      |
| Remplaçantes : |    |                  |        |      |
| A              | 17 | Yūki Nagasato    |        | 66e  |
| A              | 18 | Karina Maruyama  | 66e    | 119e |
| A              | 20 | Mana Iwabuchi    |        | 119e |
| Entraîneur :   |    |                  |        |      |
| Norio Sasaki   |    |                  |        |      |

| États-Unis :   |    |                  |  |      |
|                |    |                  |  |      |
| G              | 1  | Hope Solo        |  |      |
| D              | 11 | Ali Krieger      |  |      |
| D              | 19 | Rachel Buehler   |  |      |
| D              | 3  | Christie Rampone |  |      |
| D              | 6  | Amy LePeilbet    |  |      |
| M              | 9  | Heather O'Reilly |  |      |
| M              | 10 | Carli Lloyd      |  |      |
| M              | 7  | Shannon Boxx     |  |      |
| M              | 15 | Megan Rapinoe    |  | 114e |
| A              | 12 | Lauren Cheney    |  | 46e  |
| A              | 20 | Abby Wambach     |  |      |
| Remplaçantes : |    |                  |  |      |
| A              | 13 | Alex Morgan      |  | 46e  |
| M              | 17 | Tobin Heath      |  | 114e |
| Entraîneur :   |    |                  |  |      |
| Pia Sundhage   |    |                  |  |      |

| Joueuse du match : Ayumi Kaihori Arbitres assistantes : Marina Wozniak Katrin Rafalski Quatrième arbitre : Jenny Palmqvist |

## Statistiques, classements et buteurs

### Statistiques
Les 16 équipes présentes disputent un total de 32 rencontres : 24 au premier tour et 8 dans la phase à élimination directe. Un total de 84 buts sont marqués, soit 2,63 par match. Les arbitres distribuent 63 cartons jaunes et 4 cartons rouges. L'affluence totale est de 847 501 spectateurs.

### Nombre d'équipes par confédération et par tour
| Confédération | Phase de groupes | Quarts de finale | Demi-finales | Finale | Victoire |
| ------------- | ---------------- | ---------------- | ------------ | ------ | -------- |
| AFC           | 3                | 2                | 1            | 1      | 1        |
| CONCACAF      | 3                | 1                | 1            | 1      |          |
| UEFA          | 5                | 4                | 2            |        |          |
| CONMEBOL      | 2                | 1                |              |        |          |
| CAF           | 2                |                  |              |        |          |
| OFC           | 1                |                  |              |        |          |
| Total         | 16               | 8                | 4            | 2      | 1        |

### Ballon d'or de la meilleure joueuse
Le Ballon d'or est la récompense attribuée à la meilleure joueuse de la coupe du monde 2011.
| Place              | Joueuse      |
| ------------------ | ------------ |
| Médaille d'or      | Homare Sawa  |
| Médaille d'argent  | Abby Wambach |
| Médaille de bronze | Hope Solo    |

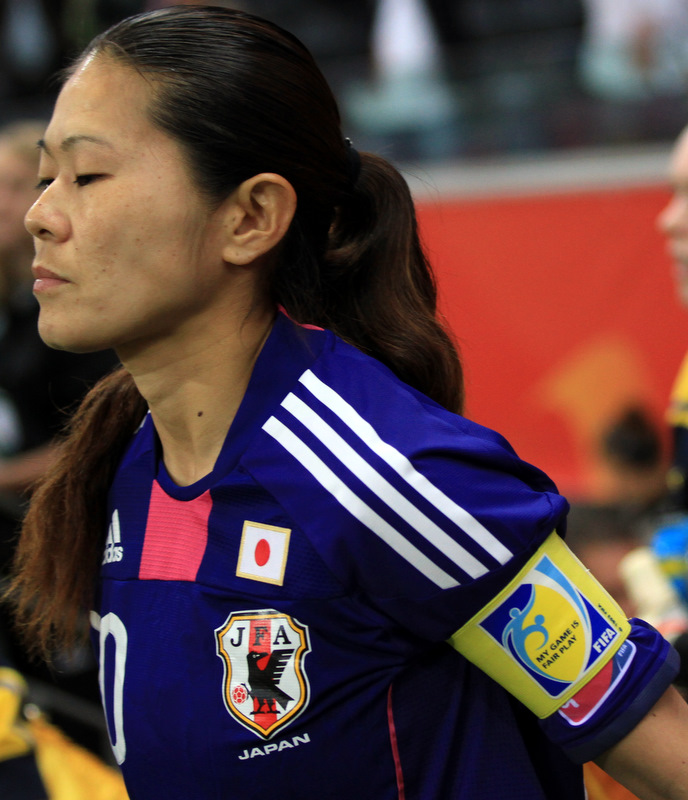
Homare Sawa
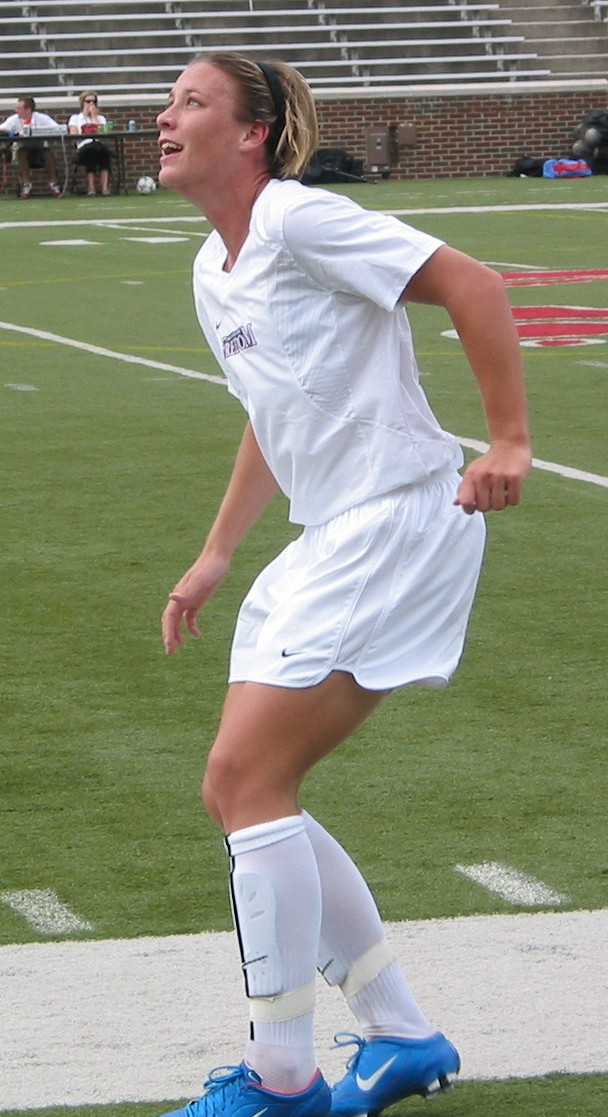
Abby Wambach
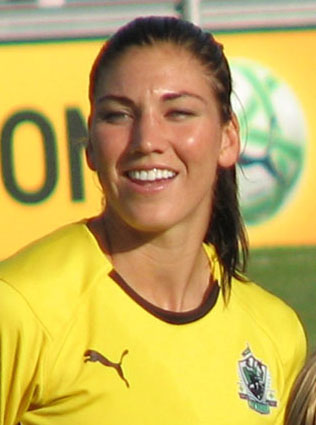
Hope Solo

### Soulier d'or de la meilleure buteuse
Le Soulier d'or est attribué à la meilleure buteuse de la compétition. Le classement du Soulier d'or est établi selon le nombre de buts marqués puis, en cas d'égalité entre plusieurs joueuses, selon le nombre de passes décisives délivrées. En cas de nouvelle égalité, la buteuse la mieux classée est celle ayant eu le plus faible temps de jeu pendant la coupe du monde.
| Place              | Joueuse            | Buts | Passes décisives | Temps de jeu |
| ------------------ | ------------------ | ---- | ---------------- | ------------ |
| Médaille d'or      | Homare Sawa        | 5    | 1                | 593          |
| Médaille d'argent  | Marta              | 4    | 2                | 390          |
| Médaille de bronze | Abby Wambach       | 4    | 1                | 600          |
| 4                  | Lisa Dahlkvist     | 3    | 0                | 527          |
| 5                  | Aya Miyama         | 2    | 4                | 599          |
| 6                  | Lauren Cheney      | 2    | 3                | 460          |
| 7                  | Lotta Schelin      | 2    | 2                | 540          |
| 8                  | Alex Morgan        | 2    | 1                | 217          |
| 9                  | Inka Grings        | 2    | 1                | 254          |
| 10                 | Jill Scott         | 2    | 1                | 390          |
| 10                 | Kerstin Garefrekes | 2    | 1                | 390          |
| 10                 | Cristiane          | 2    | 1                | 390          |

### Autres récompenses
Le Gant d'or est attribué à la meilleure gardienne de but de la compétition. Le Prix du fair-play de la FIFA est attribué à l'équipe ayant fait preuve du plus bel esprit sportif et du meilleur comportement.
| Prix                    | Lauréat       |
| ----------------------- | ------------- |
| Gant d'or               | Hope Solo     |
| Prix du fair-play       | Japon         |
| Meilleure jeune joueuse | Caitlin Foord |

### Équipe-type de la compétition
Les meilleures joueuses de la Coupe du monde font partie d'une équipe-type sélectionnée par la FIFA.
Voici l'équipe idéale de la Coupe du monde 2011 :
| Gardiennes              | Défenseurs                                                                           | Milieux défensifs                                  | Milieux offensifs                                                                     | Attaquantes                      |
| ----------------------- | ------------------------------------------------------------------------------------ | -------------------------------------------------- | ------------------------------------------------------------------------------------- | -------------------------------- |
| Ayumi Kaihori Hope Solo | Alex Scott Laura Georges Érika Saskia Bartusiak Sonia Bompastor Elise Kellond-Knight | Shannon Boxx Homare Sawa Caroline Seger Jill Scott | Kerstin Garefrekes Shinobu Ohno Louisa Necib Genoveva Añonma Aya Miyama Lauren Cheney | Lotta Schelin Marta Abby Wambach |

### Classement de la compétition
Le classement complet des 16 équipes ayant participé au tournoi prend en compte, en plus du stade de la compétition atteint, le nombre total de points obtenus, puis la différence de buts et enfin le nombre de buts inscrits. Le nombre de points est calculé de la même manière que pour le premier tour, à savoir en attribuant 3 points pour un match gagné, 1 point pour un match nul et 0 point pour une défaite.
| Place              | Nation             | Stade de la compétition |
| ------------------ | ------------------ | ----------------------- |
| Médaille d'or      | Japon              | Vainqueur               |
| Médaille d'argent  | États-Unis         | Finale                  |
| Médaille de bronze | Suède              | Demi-finale             |
| 4                  | France             | Demi-finale             |
| 5                  | Brésil             | Quarts de finale        |
| 6                  | Angleterre         | Quarts de finale        |
| 7                  | Allemagne          | Quarts de finale        |
| 8                  | Australie          | Quarts de finale        |
| 9                  | Nigeria            | Premier tour            |
| 10                 | Norvège            | Premier tour            |
| 11                 | Mexique            | Premier tour            |
| 12                 | Nouvelle-Zélande   | Premier tour            |
| 13                 | Corée du Nord      | Premier tour            |
| 14                 | Colombie           | Premier tour            |
| 15                 | Guinée équatoriale | Premier tour            |
| 16                 | Canada             | Premier tour            |

## Aspects socio-économiques de la coupe du monde

### Couverture médiatique
La couverture télévisée de l'événement est sans précédent pour le football féminin. Pour la première fois, toutes les rencontres sont retransmises en haute définition, avec deux caméras dans les buts et deux steadicams utilisés dans tous les matchs. Certains de ces matchs comprennent 18 caméras, dont une spidercam et une caméra embarquée dans un hélicoptère.
En Allemagne, les chaînes publiques ARD et ZDF diffusent les 32 matchs en direct. En Europe, tous les matchs sont disponibles sur Eurosport dans 34 pays et territoires tandis que l'Union européenne de radio-télévision prend en charge la couverture radiophonique. En France, certains matchs de l'équipe de France sont diffusés par Direct 8. Au Royaume-Uni, les matchs de l'équipe nationale sont retransmis sur BBC Red Button ainsi que sur le site web des sports de la BBC, la finale étant diffusée sur BBC Three. ESPN et ESPN2 assurent la diffusion aux États-Unis tandis qu'ESPN3 et Xbox Live offrent des multiplex en ligne. CBC/Radio-Canada retransmettent la compétition en français et en anglais au Canada. Univision le fait en espagnol pour l'Amérique du Nord. La SBS possède les droits de retransmission en Australie et Al Jazeera retransmet le Mondial au Moyen-Orient et en Afrique du Nord.
Ce tournoi est le premier du football féminin ayant fait l'objet d'un album d'autocollants Panini, disponible seulement en Allemagne.

### Sponsors
Le Mondial est grandement financé par des sponsors liés à la FIFA et au comité d'organisation. On distingue des sponsors internationaux et des sponsors nationaux, qui ne peuvent faire de la publicité pour leur engagement qu'en Allemagne, alors que les sponsors internationaux ont le droit de le faire dans le monde entier.
Les sponsors internationaux sont au nombre de 6 : Adidas, Coca-Cola, Emirates, Hyundai, Sony et Visa. Les six sponsors nationaux du comité d'organisation allemand sont Deutsche Bahn (les chemins de fer allemands), Deutsche Post (poste allemande), Allianz (assurance), Commerzbank (banque), Deutsche Telekom (société de télécommunications) et Rewe (coopérative de commerçants allemands).

### Billetterie
Environ un million de billets sont disponibles, dont 900 000 au grand public. 350 000 billets sont à prix réduit, à destination des familles, des clubs et des écoles, qui font partie des cibles principales du comité d'organisation. Au 22 juin 2011, 700 000 billets ont été vendus.

### Ballon, logo, mascotte, et slogan officiels

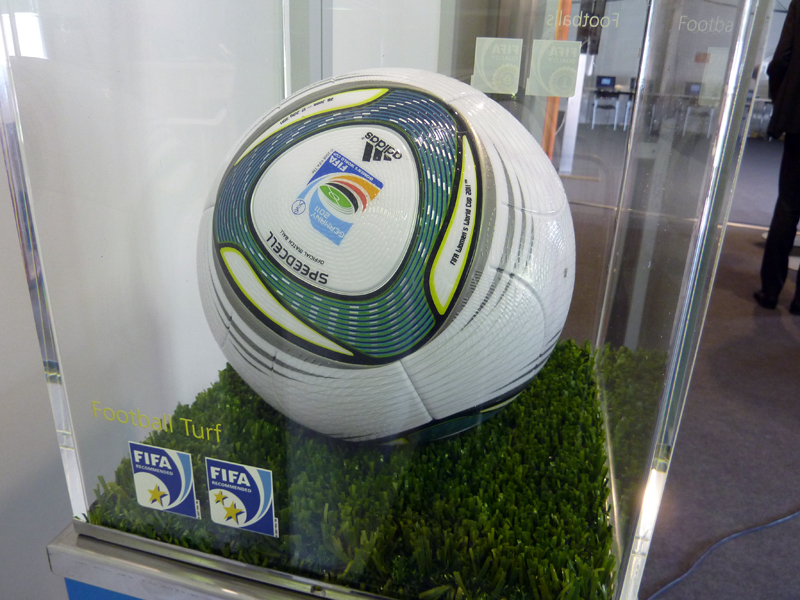
Speedcell, le ballon officiel

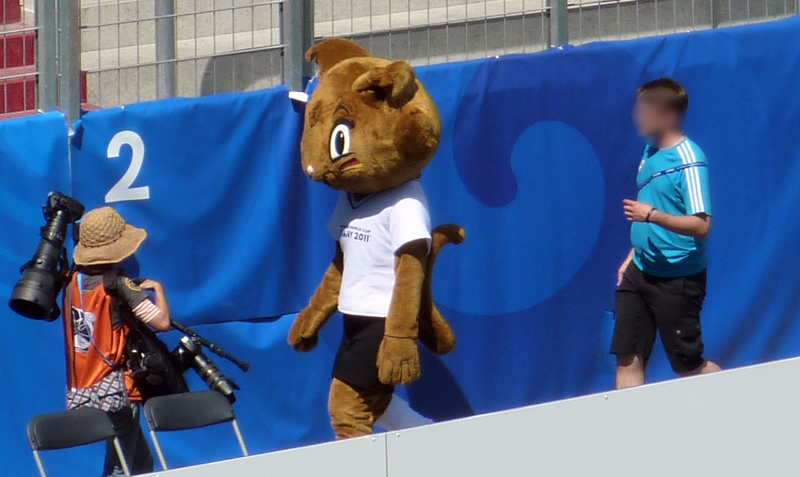
Mascotte de l'épreuve, Karla Kick

Fabriqué par Adidas, le Speedcell est le ballon officiel de la coupe du monde de football de 2011. Il est présenté le 28 novembre 2010 à Francfort.
Le logo officiel de la compétition, nommé Arena Deutschland, est présenté par Steffi Jones et Franz Beckenbauer lors des finales de la Coupe d'Allemagne de football et de la Coupe d'Allemagne féminine de football le 19 avril 2008. Il présente un stade avec des bandes aux couleurs de l'Allemagne, noir, rouge et or, et un pictogramme du trophée de la coupe du monde féminine dans le coin supérieur droit. Il est l'œuvre de l'agence de publicité de Stuttgart WVP.
La mascotte du tournoi, la chatte Karla Kick, est présentée lors du match d'ouverture de la Coupe du monde féminine de football des moins de 20 ans 2010 le 13 juillet 2010. La mascotte est créée par l'agence de Francfort GMR Marketing. Selon Jones, la mascotte « représente la gaieté, la grâce et l'athlétisme qui caractérisent le football féminin ».
Le 22 avril 2009, le slogan de la compétition est présenté en allemand : « 20Elf von seiner schönsten Seite ! », et en anglais : « The beautiful side of 20Eleven! ».

### Primes
Le montant total des primes offertes pour le tournoi est de 7,6 millions de dollars américains, soit 1,2 million de dollars de plus par rapport à l'édition précédente. Avant le tournoi, chaque équipe participante reçoit 75 000 dollars pour les coûts de préparation. La distribution des 6,2 millions de dollars restants se déroule selon le tableau ci-contre.

## Controverses

### Droits de l'homme
Deux journalistes iraniennes, militantes des droits des femmes, sont arrêtées alors qu'elles allaient couvrir le Mondial féminin, l'une d'entre elles pour la chaîne de télévision allemande Deutsche Welle,.
Avant le début du tournoi, la sélectionneuse nigériane Eucharia Uche aurait déclaré au New York Times : « Les lesbiennes dans notre équipe étaient vraiment un gros problème, mais depuis que je suis sélectionneuse, le problème est réglé. Il n'y a plus de joueuses lesbiennes dans mon équipe », propos homophobes dénoncés par la FIFA. Eucharia Uche dément avoir tenu ces propos.

### Guinée équatoriale
La Guinée équatoriale est accusée par des équipes africaines d'avoir aligné des hommes lors de matchs de qualification : les sœurs Bilinguisa et Salimata Simpore ont ainsi été écartées pour la Coupe du monde. Par ailleurs, l'attaquante Jade Boho est suspendue pour des problèmes de nationalité, ayant joué pour la sélection espagnole au cours des cinq années précédentes.

### Dopage
La gardienne remplaçante colombienne Yineth Varón est suspendue pour le premier match du Groupe C Suède-Colombie, à la suite d'irrégularités décelées dans l'échantillon A du contrôle antidopage effectué le 25 juin à Leverkusen. L'échantillon B confirme les résultats du premier échantillon. La joueuse renvoyée en Colombie aurait d'après la  fédération de son pays caché au médecin de la sélection qu'elle suivait un traitement hormonal. Le 25 août 2011, la Commission de Discipline de la FIFA suspend la joueuse pour toute compétition ou activité liée au football pendant deux ans.
Les Nord-Coréennes Song Jong-sun et Jon Pok-sim sont testées positif à un stéroïde anabolisant après des tests effectués après les deux premiers matchs de la Corée du Nord, et n'ont donc pas été alignées pour le dernier match contre la Colombie, où toute la sélection est contrôlée. Le 16 juillet, la FIFA annonce que trois autres joueuses nord-coréennes sont contrôlées positives ; leurs identités ne sont pas révélées. Le 25 août 2011, la Commission de Discipline de la FIFA suspend Pok Sim-jong, Myong Hui Hong, Un Byol Ho et Un Hyang Ri pour 18 mois, Jong Sun Song pour 14 mois et le médecin nord-coréen, le Dr Jong Ae Nam est suspendu pour toute compétition ou activité liée au football pendant six ans.
De plus, la Fédération nord-coréenne doit s'acquitter d'une amende de 400 000 dollars, correspondant à la prime gagnée lors du Mondial. Enfin, la sélection nord-coréenne est exclue du prochain Mondial au Canada en 2015.